# Royal Art Society of New South Wales
La Royal Art Society of New South Wales, ou Royal Art Society of NSW, a été créée en 1880 sous le nom d'Art Society of New South Wales par un groupe d'artistes comprenant Arthur et George Collingridge, dans le but de créer une école de peinture australienne, distincte de la NSW Academy of Art. Leur première exposition a eu lieu au Garden Palace. En 1902, la Société fusionna avec la Society of Artists et reçut l'assentiment royal du roi Édouard VII pour ajouter « Royal » à son nom.
Au fil des années, la société a donné des cours et organisé des expositions pour des artistes tels que Charles Conder, George Lambert, Sydney Long, Antonio Dattilo-Rubbo, Norman Lindsay, Hans Heysen, John Longstaff, Margaret Preston, W. Lister Lister, Elioth Gruner et bien d'autres. Elle a fêté ses 140 ans d'existence en 2020. Des mécènes et des artistes en sont devenus membres à vie, comme Hulda Marshall, Thomas Marshall, Dame Eadith Walker et Dame Nellie Melba.